# Arab Radio and Television Network
Pour les articles homonymes, voir ART.
Arab Radio and Television Network (en français : « Réseau radiodiffusion-télévision arabe »), connu plus couramment sous le nom de ART, est un groupe privé de chaînes TV en langue arabe basé à Jeddah, en Arabie saoudite.

## Liste des chaînes ART
- Aflam 1: Chaîne de films arabes
- Aflam 2: Chaîne de films arabes
- Cinéma
Chaîne de films arabes
- ART Movie World: Chaîne de films internationaux
- Hekayat: Chaîne de séries arabes
- ART Tarab: Chaîne de musique classique
- ART Teenz: Chaîne de dessins animés
- Iqraa: Chaîne de programmes religieux islamiques
- Sports 1-9 : Chaînes sportives

Chaînes internationales
- ART International (en)
- ART America : Amérique du Nord
- ART Movies America : Amérique du Nord
- ART Variety : Australie et Pacifique
- ART Europe : Europe
- ART Latino: Amérique latine

## Canada
La chaîne télé ART America est autorisée par le CRTC pour distribution au Canada depuis juillet 1997. Elle est disponible chez la plupart des câblodistributeurs.